# SN 2012ak
SN 2012ak – supernowa typu II, odkryta 21 lutego 2012 roku w galaktyce M+06-22-52. W momencie odkrycia, miała maksymalną jasność 17,7m.